# ماوگوژاتا براونک
ماوگوژاتا براونک (لهستانی: Małgorzata Braunekِ ‏ تلفظ لهستانی: [mawɡɔˈʐata]) بازیگر تئاتر و سینما اهل لهستان بود.
از فیلم‌ها یا مجموعه‌های تلویزیونی که وی در آن‌ها نقش داشته‌است، می‌توان به جهش، سیل، قسمت سوم شب، چشم‌انداز بعد از نبرد، روزگار ماتئوش و خرس اشاره نمود.